# Il serpente dell'Essex (miniserie televisiva)
Il serpente dell'Essex (The Essex Serpent) è una miniserie televisiva britannica del 2022 diretta da Clio Barnard e tratta dall'omonimo romanzo di Sarah Perry.

## Trama
Inghilterra, 1893. La vedova Cora Seaborne si trasferisce nell'Essex alla ricerca di un serpente mitologico. Qui fa la conoscenza di Will Ransome, il pastore locale, ma quando la tragedia si abbatte sulla loro ricerca, la donna viene accusata di controllare la creatura leggendaria.

## Puntate
| Miniserie           | Puntate | Prima TV originale | Prima TV italiana |
| ------------------- | ------- | ------------------ | ----------------- |
| Lista delle puntate | 6       | 2022               | 2022              |

## Personaggi e interpreti

### Principali
- Cora Seaborne, interpretata da Claire Danes, doppiata da Barbara De Bortoli.
- Will Ransome, interpretato da Tom Hiddleston, doppiato da David Chevalier.
- Dott. Luke Garrett, interpretato da Frank Dillane, doppiato da Flavio Aquilone.
- Stella Ransome, interpretata da Clémence Poésy, doppiata da Domitilla D'Amico.
- Martha, interpretato da Hayley Squires, doppiata da Chiara Gioncardi.

### Ricorrenti
- Dott. George Spencer, interpretato da Jamael Westman, doppiato da Jacopo Venturiero.
- Jo Ransome, interpretata da Dixie Egerickx.
- Matthew Evansford, interpretato da Michael Jibson.
- John Ransome, interpretato da Ryan Reffell.
- Nev, interpretato da Yaamin Chowdhury.

## Produzione

### Sviluppo
Nell'agosto 2020 è stato annunciato che la Apple TV+ aveva commissionato un adattamento televisivo de Il serpente dell'Essex. Keira Knightley era stata originariamente scritturata per il ruolo della protagonista e avrebbe svolto anche la funzione di produttrice esecutiva. L'attrice ha abbandonato il progetto nell'ottobre 2020 ed è stata rimpiazzata da Claire Danes nel febbraio 2021. Il mese successivo Tom Hiddleston si è unito al cast, a cui si sono aggiunti anche Frank Dillane, Hayley Squires, Clémence Poésy e Jamael Westman nell'aprile dello stesso anno.

### Riprese
Inizialmente previste per il novembre 2020, le riprese sono state posticipate al febbraio 2021 dopo che Knightley aveva lasciato il progetto. Le riprese si sono svolte tra il febbraio e il 27 giugno 2021 a Londra e in diverse località dell'Essex, tra cui Alresford, Brightlingsea, North Fambridge e Maldon.

## Promozione
Il primo trailer della serie è stato pubblicato il 26 aprile 2022.

## Distribuzione
I primi due episodi di The Essex Serpent sono stati resi disponibili sulla piattaforma Apple TV+ a partire dal 13 maggio 2022.

### Edizione italiana
La direzione del doppiaggio è di Massimo Corizza e i dialoghi italiani sono curati da Linda Barani e Enrica Fieno per conto della Iyuno - SDI Group che si è occupata anche della sonorizzazione.